# Méthode Suzuki
Pour les articles homonymes, voir Suzuki (homonymie).

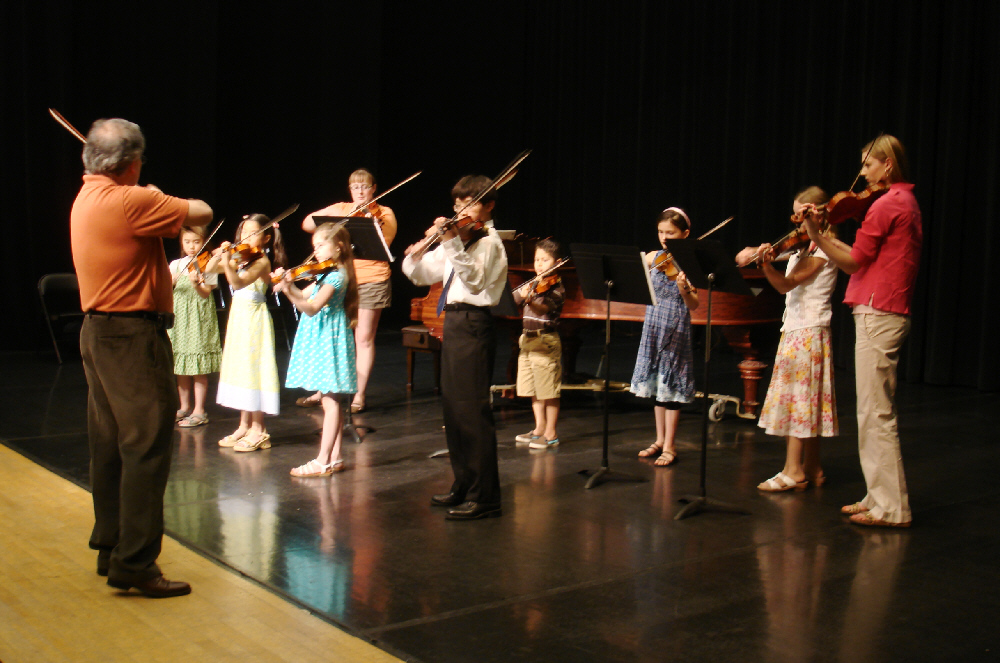
Violonistes pratiquant la méthode Suzuki aux États-Unis.

La méthode Suzuki est une philosophie de l'apprentissage employée notamment pour celui de la musique. Elle a été développée au milieu du XXe siècle par Shinichi Suzuki.
Les principes fondamentaux de cette méthode sont de commencer très tôt, de se baser sur le principe de l'apprentissage de la langue maternelle, de soigner le répertoire, de donner des cours en groupe et d'inviter les parents aux leçons individuelles.

## Histoire et principes
« Je veux faire de bons citoyens. Si, depuis sa naissance, un enfant entend de la belle musique et apprend à la jouer lui-même, il acquiert de la sensibilité, de la discipline et de l'endurance. »

— Shin'ichi Suzuki
La méthode Suzuki a été conçue au milieu du XXe siècle par Shinichi Suzuki, un violoniste qui désirait apporter de la beauté dans la vie des enfants de son pays, le  Japon, après les ravages de la Seconde Guerre mondiale. Violoniste doué, mais luttant pour apprendre l'allemand, Suzuki remarqua que tous les enfants apprennent leur langue natale rapidement, voire des dialectes que les adultes estiment difficiles. Il en déduisit que si des enfants ont des facilités pour acquérir des langues nouvelles, on pouvait en tirer parti pour leur enseigner à jouer d'un instrument. Il explora le premier l'idée que n'importe quel enfant de maternelle pourrait apprendre le violon si les étapes d'apprentissage étaient bien calibrées et si la taille de l'instrument était réduite pour convenir à un enfant. Il élabora sa méthode, qu'il baptisa en japonais sainō kyōiku (才能教育), d'après ses théories relatives à l'apprentissage des langues.
Suzuki était persuadé que tout enfant, si on lui apprenait correctement, était capable d'atteindre un haut niveau musical, ce qui était en son temps une idée révolutionnaire dans ce domaine. Il fit aussi clairement savoir que le but d'un tel enseignement était d'élever des générations d'enfants dotés d'un « cœur noble », par opposition à la formation d'enfants prodiges.
La méthode Suzuki s'est d'abord développée au Japon. De là elle s'est propagée à d'autres pays asiatiques puis à l'Europe. On a commencé aussi à enseigner cette méthode en Afrique. Bien qu'à l'origine elle fut basée sur l'étude du violon, elle a été adaptée à d'autres instruments : la flûte traversière, le flûte à bec, le piano, la guitare, le violoncelle, l'alto, la contrebasse, l'orgue, la harpe et la voix humaine. En outre il existe quelques écoles maternelles Suzuki qui ont adapté la pédagogie de Suzuki aux compétences autres que musicales pratiquées dans ces classes (développement de la personnalité au point de vue social et émotionnel, communication et faculté à écouter et à parler, etc.)

## Philosophie
« …tous les enfants peuvent recevoir une bonne éducation. »

— Shin'ichi Suzuki
La conviction cardinale de Suzuki, appuyée par ses théories sur l'acquisition universelle du langage, est que n'importe qui peut apprendre, et apprend, à partir de son environnement. Les principes essentiels de la méthode jaillissent donc du désir de créer « l'environnement adéquat » pour apprendre la musique. Il croyait en outre que cet environnement positif aiderait aussi à favoriser le développement d'une excellente nature dans chaque étudiant. Ces éléments sont les suivants :
- Immerger dans le milieu musical, ce qui comprend la présence à des concerts locaux de musiciens classiques, la fréquentation et l'amitié avec d'autres étudiants en musique et l'écoute de musique jouée par des « artistes » (musiciens classiques professionnels d'un haut niveau) chaque jour à la maison, ceci commençant avant la naissance si possible ;
- Abandonner délibérément les tests d'aptitude musicale ou des auditions avant de commencer l'étude de la musique. Suzuki croyait fermement que les professeurs qui font passer des tests d'aptitude à la musique avant de prendre des élèves, ou les professeurs qui ne recherchent que des élèves « doués », se limitent à des personnes qui ont déjà entrepris leur éducation musicale. De même que l'on s'attend à ce que chaque enfant apprenne sa langue maternelle, Suzuki s'attendait à ce que chaque enfant soit capable d'apprendre à jouer de la musique correctement s'il était immergé dans un environnement musical depuis l'enfance ;
- Insister sur le fait de commencer à jouer très jeune, quelquefois en commençant l'éducation entre trois et cinq ans ;
- Recourir à des professeurs chevronnés, de préférence rompus à l'utilisation des supports et de la philosophie Suzuki. Des associations Suzuki offrent à travers le monde le suivi de professeurs à l'aide de programme de formation. Une aptitude élémentaire à jouer en public a récemment été rendue obligatoire pour tous les professeurs de l'Association américaine ; un apprentissage académique de la musique ou l'obtention d'un diplôme ne sont pas requis ;
- Privilégier l'apprentissage, au début, par l'écoute plutôt que par la lecture de partitions. Cela découle de la théorie de Suzuki concernant l'acquisition du langage : un enfant apprend à parler avant d'apprendre à lire. La mémorisation des morceaux, même après qu'un élève a commencé à utiliser des partitions pour en apprendre de nouveaux, est un corollaire de cette constatation. Il n'y a pas de progression prédéfinie relative à l'âge auquel la lecture ou l'enseignement de la lecture doivent être introduites dans le cursus ; ce point est laissé à l'appréciation du professeur. La méthode Suzuki elle-même n'a pas de support établi pour l'enseignement de la lecture ; les professeurs sont encouragés à utiliser tout support qu'ils estiment propice ;
- Encourager aussi, en plus de l'exécution en solo, la pratique régulière en groupe, y compris le jeu à l'unisson ;
- Retenir et travailler à nouveau chaque morceau de musique précédemment appris, de façon régulière, de manière à accroître l'habileté technique et musicale. Réviser des morceaux, de même qu'en déchiffrer de nouveaux qu'un élève est sur le point d'apprendre, permettent souvent de développer des exercices de créativité et de les substituer à l'étude plus traditionnelle d'un livre. On n'utilise pas les exercices techniques et les études dans la méthode Suzuki, qui se concentre presque exclusivement sur un ensemble de pièces de concert ;
- Jouer fréquemment en public de manière que cela soit naturel et plaisant.

La méthode n'encourage pas la compétition entre les instrumentistes, elle encourage la collaboration et l'émulation quels que soient l'habileté et le niveau. Néanmoins, il y a une audition si un élève souhaite jouer en public avec l'Orchestre américain des Jeunes Suzuki, une formation nationale sponsorisée par l'Association Suzuki d'Amérique.
Un autre point important de la méthode est qu'un parent du jeune élève doit superviser la pratique quotidienne de l'instrument (au lieu de laisser l'enfant travailler seul entre les leçons) et assister à chaque leçon pour être capable de superviser efficacement le travail. Il n'est pas nécessaire que le parent sache jouer aussi bien que l'enfant, voire sache jouer tout court ; il est juste nécessaire qu'en assistant aux leçons il sache ce que l'enfant devrait faire et de quelle façon. Ce point de la méthode est tellement mis en avant que le Los Angeles Times l'a qualifiée de « méthode matri-centrée ».

## Critiques et contre-arguments
Les critiques les plus usuelles de la méthode Suzuki, venues d'éducateurs extérieurs au milieu des associations Suzuki, portent sur le fait que jouer à l'unisson, écouter intensivement et imiter les enregistrements, se focaliser précocement sur la mémorisation conduisent à :
- Une interprétation déficiente en lecture rapide ;
- Une tendance à un apprentissage sans base solide et à une interprétation robotisée de groupe, au détriment des qualités artistiques individuelles.

Les autres critiques portent sur :
- La qualité des enregistrements sur lesquels reposent les apprentissages, en termes de style, de respect du texte, et de choix interprétatifs ;
- La confiance accordée à l'écoute d'un unique enregistrement, au lieu de travailler la pièce à partir du texte, qui ne suffit pas pour induire le sens du style de la pièce. Par style, on entend les caractéristiques communes à plusieurs pièces de la même époque, du même mouvement esthétique. Un style, une manière, ne peuvent en effet s'acquérir que par l'écoute d'une palette d'œuvres du même style.

De nombreux professeurs de la méthode Suzuki ont répondu à ces préoccupations en introduisant des exercices de lecture plus fréquents qu'au moment où la méthode fut introduite en Occident. En outre le fait d'apprendre à la base par l'écoute facilite le processus de lecture, car beaucoup d'élèves développent la capacité de prévoir l'évolution tonale d'une phrase ou comprennent intuitivement les figures rythmiques récurrentes. Certains enseignants insistent sur la cohérence acquise lors d'interprétations en groupe en faisant remarquer que c'est une compétence nécessaire « de même que dans le pupitre des cordes de n'importe quel orchestre symphonique ». Ils ajoutent que même si les prestations en groupe jouent un rôle prépondérant sur le plan de la motivation et s'affichent comme une caractéristique particulièrement remarquable de la méthode Suzuki, l'interprétation en soliste est aussi encouragée, et les leçons individuelles taillées sur mesure forment le cœur de la méthode. De façon à assurer la qualité des professeurs, chaque association Suzuki définit au niveau national son propre référentiel pour la formation des professeurs. Par exemple afin de s'inscrire au programme des formations des professeurs, il fallait en 2002 passer une audition.
La critique a aussi surgi à l'intérieur même du mouvement Suzuki :
- Les étudiants qui progressent trop rapidement étudieraient un répertoire en inadéquation avec leur maturité émotionnelle ;
- Les recueils de morceaux pour violon sélectionné par la méthode mettent l'accent sur la musique baroque au détriment d'autres styles et d'autres périodes. Une partie de ces recueils comprennent des erreurs, ou des choix éditoriaux du XIXe siècle qui se sont révélés contraires aux découvertes de la musicologie, ces choix faussent donc les interprétations (L'Association internationale Suzuki est actuellement en train de réviser l'édition du répertoire pour violon) ;
- « Les étudiants les plus avancés peuvent devenir trop dépendants » des enregistrements, du tutorat parental et de l'enseignement adapté à des étudiants plus jeunes[2] ;
- Les très jeunes élèves, tels que ceux âgés de trois à cinq ans, ne sont souvent pas prêts à recevoir un enseignement structuré, et l'accent mis trop souvent sur un entraînement intensif à cet âge pourrait se révéler contre-productif[3].

Il est habituel chez de nombreux professeurs de la méthode Suzuki d'introduire des morceaux supplémentaires au répertoire telles que des airs ou d'autres pièces classiques comme ceux collectés par Barbara Barber dans son recueil Solos pour jeunes violonistes. Cette pratique est une réponse au fait que des élèves progressent trop rapidement ainsi qu'au choix restreint de styles de musique présentés par le recueil de Suzuki. La tendance des élèves à ne pas s'émanciper est majoritairement due à un trait culturel propre à l'Amérique et peut être résolue par un professeur exigeant de ses élèves un travail autonome (American Suzuki Journal, 1996) et mettant en place une démarche pour guider cette transition vers l'autonomie. Enfin, un enseignant de la méthode Suzuki a conscience des attentes exigibles d'un enfant de 3 à 5 ans quant au travail à la maison. Il guidera les parents vers une approche appropriée du travail personnel.